# Pierre Ducasse
Pour l’article homonyme, voir Pierre Ducasse (football).
Pierre Ducasse (né le 18 août 1972 à Sept-Îles) est un homme politique canadien.

## Biographie
Il étudie les techniques administratives au cégep de Sept-Îles et au cégep de Sainte-Foy. Il étudie par la suite en science politique à l'université Laval où il obtient une maîtrise. Son mémoire portait sur l'œuvre de Will Kymlicka .
Pendant les années 1990, il travaille pour la formation des travailleurs des pêches dans sa région. Ducasse est directeur de la Table nationale des Corporations de développement communautaire  entre 1998 et 2003, dont le siège social à Drummondville.
Il adhère au Nouveau Parti démocratique à l'âge de dix-sept ans. Il devient président associé du parti en 2000.
En 2003, il se porte candidat à la chefferie du NPD.  Il reçoit l'appui de Ken Georgetti, le président du Congrès du travail du Canada. Jack Layton devient le nouveau chef et Ducasse devient de facto le lieutenant québécois du parti. En 2005 il devient conseiller spécial de Layton sur le Québec. Il est particulièrement connu comme étant le rédacteur de la Déclaration de Sherbrooke, document adopté par le parti fédéral en 2006 et qui a considérablement renouvelé la position du NPD sur le Québec et le fédéralisme asymétrique. Il a aussi travaillé, en 2009, sur l'élaboration du Livre des politiques du NPD .
Il est l'auteur, avec Tom Vouloumanos, du livre Pour une économie démocratique, paru en 2013 .
Il est également l'auteur d'un jeu de société politique, intitulé Si la tendance se maintient .

## Élections fédérales
Il fut candidat défait trois fois dans la circonscription fédérale de Manicouagan.  Lors de l'élection générale fédérale de 1997 et celle de 2004, Gérard Asselin le bat et il finit troisième.  En campagne électorale, il est appuyé par son chef Jack Layton qui signale également son opposition à la Loi sur la clarté référendaire.  Il est de nouveau défait lors de l'élection fédérale canadienne de 2006, où il arrive en quatrième position. Lors de l'élection fédérale canadienne de 2008, il se présente dans la circonscription de Hull—Aylmer, où il termine en troisième position avec 19,8 % des votes.

## Citations
- « Pour avoir les résultats que vous n'avez jamais eus, il faut faire ce que vous n'avez jamais fait. » (convention du leadership)